# Reinhard Bendix
Reinhard Bendix (Berlino, 25 febbraio 1916 – Berkeley, 28 febbraio 1991) è stato un sociologo tedesco.
Nell'adolescenza, partecipò brevemente a Neu beginnen e Hashomer Hatzair, gruppi che fecero resistenza al Nazismo. Nel 1938 emigrò negli Stati Uniti. Dal 1943 al 1946 insegnò alla University of Chicago. Insegnò poi per un anno al Dipartimento di Sociologia della University of Colorado prima di spostarsi, nel 1947, al Dipartimento di Sociologia della University of California, Berkeley, dove rimase per il resto della sua carriera.
Nel 1969 Bendix venne eletto Presidente dell'Associazione Sociologica Americana. Dal 1968 al 1970 fu direttore della University of California Education Abroad Program (Programma di Educazione all'Estero) a Gottinga, Germania. Nel 1972 raggiunse il Dipartimento di Scienze Politiche a Berkeley.
Ottenne cattedre in numerose università, inclusa la Columbia University, il St Catherine's College e il Nuffield College alla Università di Oxford, la Libera Università di Berlino, la Università di Costanza, la Università Ebrea di Gerusalemme, e la Università di Heidelberg.
Nel corso della sua vita ricevette molti onori, incluse borse di studio dal Fulbright Program e dal Guggenheim , una concessione dalla Carnegie Corporation, fu chiamato dall'Institute for Advanced Study, e venne accettato sia nel Woodrow Wilson International Center for Scholars sia nel Wissenschaftskolleg zu Berlin. Bendix fu inoltre un membro dell'American Academy for the Advancement of Science e dell'American Philosophical Society e ricevette dottorati onorari dalle Università di Leeds, Mannheim, e Gottinga.
Bendix, che fu profondamente devoto all'insegnamento, morì nel 1991 a seguito di un attacco cardiaco, subito dopo aver condotto un seminario di laurea insieme ad un collega più giovane.

## Opere
- Lavoro e autorità nell'industria (Work and Authority in Industry) (1956)
- La mobilita sociale nelle società industriali (Social Mobility in Industrial Society) (1959) con Seymour M. Lipset
- Max Weber: un ritratto intellettuale (Max Weber: An Intellectual Portrait) (1960)
- Stato nazionale e integrazione di classe: Europa occidentale, Giappone, Russia, India (Nation-Building & Citizenship: Studies of Our Changing Social Order) (1964)
- Re o popolo: il potere e il mandato di governare (Kings or People: Power and the Mandate to Rule) (1978)
- Forza, destino e libertà: meditazioni sulla sociologia storica (Force, Fate and Freedom) (1984)
- From Berlin to Berkeley (1986)
- Embattled Reason, Vol. 1 (1988)
- Embattled Reason, Vol. 2 (1989)
- Unsettled Affinities (1993)